# محمد بن بايسنقر
محمد بن بايسنقر (توفي 1451) كان حاكم تيموري لبلاد فارس و مقاطعة فارس من حوالي 1447 حتى وفاته. كان ابن بايسنقر بن شاه رخ بن تيمورلنك.
خلال السنوات الأخيرة من حكم شاه رخ، أثار سلطان محمد تمردًا في المقاطعات الغربية للدولة التيمورية. تمكن شاه رخ من وقف الثورة واعتقال العديد من مؤيديه في عام 1446، لكن السلطان محمد لجأ إلى مقاطعة لورستان. بعد وفاة شاه رخ، عاد السلطان محمد من لورستان ومن هناك سيطر على وسط بلاد فارس. مع أخيه غير الشقيق أبو القاسم بابر ميرزا حاكم خراسان وعمه أولوغ بيك حاكم بلاد ما وراء النهر، الذي أصبح واحدا من أقوى ثلاثة حكام للإمبراطورية المنقسمة.
سرعان ما بدأ سلطان محمد -المتلهف على توسيع نطاقه- حربًا مع أبو القاسم بابر ميرزا وغزا خراسان. في البداية كانت الحملة تسير على ما يرام. في 1450 هزم أبو القاسم بابر في مشهد، وبعد ذلك قدم هذا الأخير بعض أراضيه له. لكن الأمور سرعان ما تحولت إلى الجنوب، وتم القبض عليه من قبل أبو القاسم بابر، الذي أعدمه. بعد ذلك استولى أبو القاسم بابر بن بايسنقر على أراضي السلطان محمد، لكنه سرعان ما خسرها أمام قراقويونلو التركمانية تحت قيادة جهان شاه. وكان ابنه يادجار محمد ميرزا، الذي أصبح حاكمًا على خراسان لمدة 6 أسابيع.

## الحياة الشخصية
كان لمحمد زوجتين:
- آغا بيغي أغا، ابنة يوسف تيرخان، والدة أولوغ أغا بيجوم ؛
- تندي بيغي أغا، والدة يادجار محمد ميرزا ؛